# Вайтенс, Зико
Зико Вайтенс  (нидерл. Zico Waeytens; род. 29 сентября 1991, Ледегем,  провинция Западная Фландрия,  Бельгия) — бельгийский профессиональный  шоссейный велогонщик, выступающий c 2019 года за команду «Cofidis, Solutions Crédits».

## Достижения
2008
3-й - Чемпионат Бельгии по шоссейному велоспорту — групповая гонка (юниоры)
2009
1-й  - Тур Истрии (юниоры) — ГК
1-й — этап 2
1-й  - Льеж–Ла-Глез (юниоры) — ГК
10-й - Чемпионат Европы - групповая гонка (юниоры)
2010
3-й - Гран-при Варегема (U-23)
10-й - Oberösterreichrundfahrt — ГК
2011
1-й - Флеш Арденны
5-й - De Vlaamse Pijl
9-й - Тур Дании — ГК
2012
6-й - Омлууп ван хет Ваасланд
7-й - Схал Селс — Мерксем
2013
3-й - Тур Фьордов — ГК
7-й - Гран-при Валлонии
2014
3-й - Grote Prijs Stad Zottegem
5-й - Тур Валлонии — ГК
9-й - Ле Самын
9-й - Kattekoers
9-й - Internationale Wielertrofee Jong Maar Moedig
2015
3-й - Прорейс Берлин
6-й - Стер ЗЛМ Тур — ГК
2016
1-й -  этап 4 Тур Бельгии
2018
10-й - Great War Remembrance Race
| ГК | Генеральная классификация |

### Гранд-туры
| Гонка           | 2015 | 2016 |
| --------------- | ---- | ---- |
| Джиро д'Италия  | —    | —    |
| Тур де Франс    | —    | —    |
| Вуэльта Испании | 157  | НФ   |

| —  | Не участвовал  |
| НФ | Не финишировал |